# Saint-Prix (ator)
Saint-Prix, nascido Jean-Amable Foucault, (Paris, 9 de junho de 1758 — 28 de outubro de 1834) foi um ator francês do século XVIII e antigo comandante de batalhão.

## Biografia
Foi comandante do batalhão da secção do Observatoire.
Foi implicado nos fatos acontecidos durante a Jornada de 20 de Junho de 1792 e, na sequência, abandonou a cena política para tornar-se ator. 
Na noite de 2 de Setembro de 1793, em plena Revolução Francesa, foi preso, com mais 12 atores do Théâtre-Français, fiéis à monarquia, como "suspeito", e encerrado na Prisão des Madelonnettes, por ter participado da encenação teatral da peça "Pamela", considerada subversiva.